# Haplochelifer philipi
Genre
Espèce
Synonymes
- Chelifer philipi Chamberlin, 1923

Haplochelifer philipi, unique représentant du genre Haplochelifer, est une espèce de pseudoscorpions de la famille des Cheliferidae.

## Distribution
Cette espèce est endémique des États-Unis. Elle se rencontre en Californie, au Nevada, en Arizona, au Nouveau-Mexique, au Colorado, en Idaho, en Utah et en Oregon.

## Description
Le mâle holotype mesure 2 mm.

## Étymologie
Cette espèce est nommée en l'honneur de Philip Chamberlin, le frère de Joseph Conrad Chamberlin.

## Publications originales
- Chamberlin, 1923 : New and little known pseudoscorpions, principally from the islands and adjacent shores of the Gulf of California. Proceedings of the California Academy of Sciences, sér. 4, vol. 12, no 17, p. 353-387 (texte intégral).
- Chamberlin, 1932 : A synoptic revision of the generic classification of the chelonethid family Cheliferidae Simon (Arachnida) (continued). Canadian Entomologist, vol. 64, p. 17-21 & 35-39.